# Houston Oilers 1995
La stagione 1995 degli Houston Oilers è stata la 26ª della franchigia nella National Football League, la 36ª complessiva La squadra migliorò il record di 2–14 della stagione precedente, vincendo sette partite ma non qualificandosi per i playoff per il secondo anno consecutivo.
Nel draft gli Oilers scelsero il quarterback Steve McNair come terzo assoluto. Questi iniziò però la stagione in panchina, vedendosi preferito Chris Chandler. Chandler giocò una stagione solida e la squadra mostrò segnali di miglioramento nella prima stagione completa sotto la gestione di Jeff Fisher. Il 16 novembre Bud Adams annunciò il progetto di trasferire la squadra a Nashville alla scadenza dell’affitto dell’Astrodome nel 1998. 

## Scelte nel Draft 1995
| Draft degli Oilers nel 1995 |        |                    |                  |                      |
| Giro                        | Scelta | Giocatore          | Ruolo            | College              |
| 1                           | 3      | Steve McNair       | Quarterback      | Alcorn State         |
| 2                           | 35     | Anthony Cook       | Defensive end    | South Carolina State |
| 3                           | 67     | Chris Sanders      | Wide receiver    | Ohio State           |
| 3                           | 89     | Rodney Thomas      | Running back     | Texas A&M            |
| 3                           | 95     | Torey Hunter       | Cornerback       | Washington State     |
| 4                           | 101    | Michael Roan       | Tight end        | Wisconsin            |
| 5                           | 159    | Gary Walker        | Defensive tackle | Auburn               |
| 6                           | 174    | Hicham El-Mashtoub | Centro           | Arizona              |
| 7                           | 211    | C.J. Richardson    | Defensive back   | Miami (FL)           |

## Calendario
| Stagione regolare |                         |                    |
| Turno             | Avversario              | Risultato          |
| 1                 | at Jacksonville Jaguars | V 10–3             |
| 2                 | Pittsburgh Steelers     | S 17–34            |
| 3                 | Cleveland Browns        | S 7–14             |
| 4                 | at Cincinnati Bengals   | V 38–28            |
| 5                 | Jacksonville Jaguars    | S 16–17            |
| 6                 | at Minnesota Vikings    | S 17–23            |
| 7                 | Settimana di pausa      | Settimana di pausa |
| 8                 | at Chicago Bears        | S 32–35            |
| 9                 | Tampa Bay Buccaneers    | V 19–7             |
| 10                | at Cleveland Browns     | V 37–10            |
| 11                | Cincinnati Bengals      | S 25–32            |
| 12                | at Kansas City Chiefs   | S 13–20            |
| 13                | Denver Broncos          | V 42–33            |
| 14                | at Pittsburgh Steelers  | S 7–21             |
| 15                | Detroit Lions           | S 17–24            |
| 16                | New York Jets           | V 23–6             |
| 17                | at Buffalo Bills        | V 28–17            |

## Classifiche
| AFC Central             | AFC Central | AFC Central | AFC Central | AFC Central | AFC Central | AFC Central | AFC Central |
|                         | V           | S           | P           | PCT         | PF          | PS          | STR.        |
| ----------------------- | ----------- | ----------- | ----------- | ----------- | ----------- | ----------- | ----------- |
| (2) Pittsburgh Steelers | 11          | 5           | 0           | .688        | 407         | 327         | S1          |
| Cincinnati Bengals      | 7           | 9           | 0           | .438        | 349         | 374         | V1          |
| Houston Oilers          | 7           | 9           | 0           | .438        | 348         | 324         | V2          |
| Cleveland Browns        | 5           | 11          | 0           | .313        | 289         | 356         | S1          |
| Jacksonville Jaguars    | 4           | 12          | 0           | .250        | 275         | 404         | V1          |